# Liva Isakson Lundin

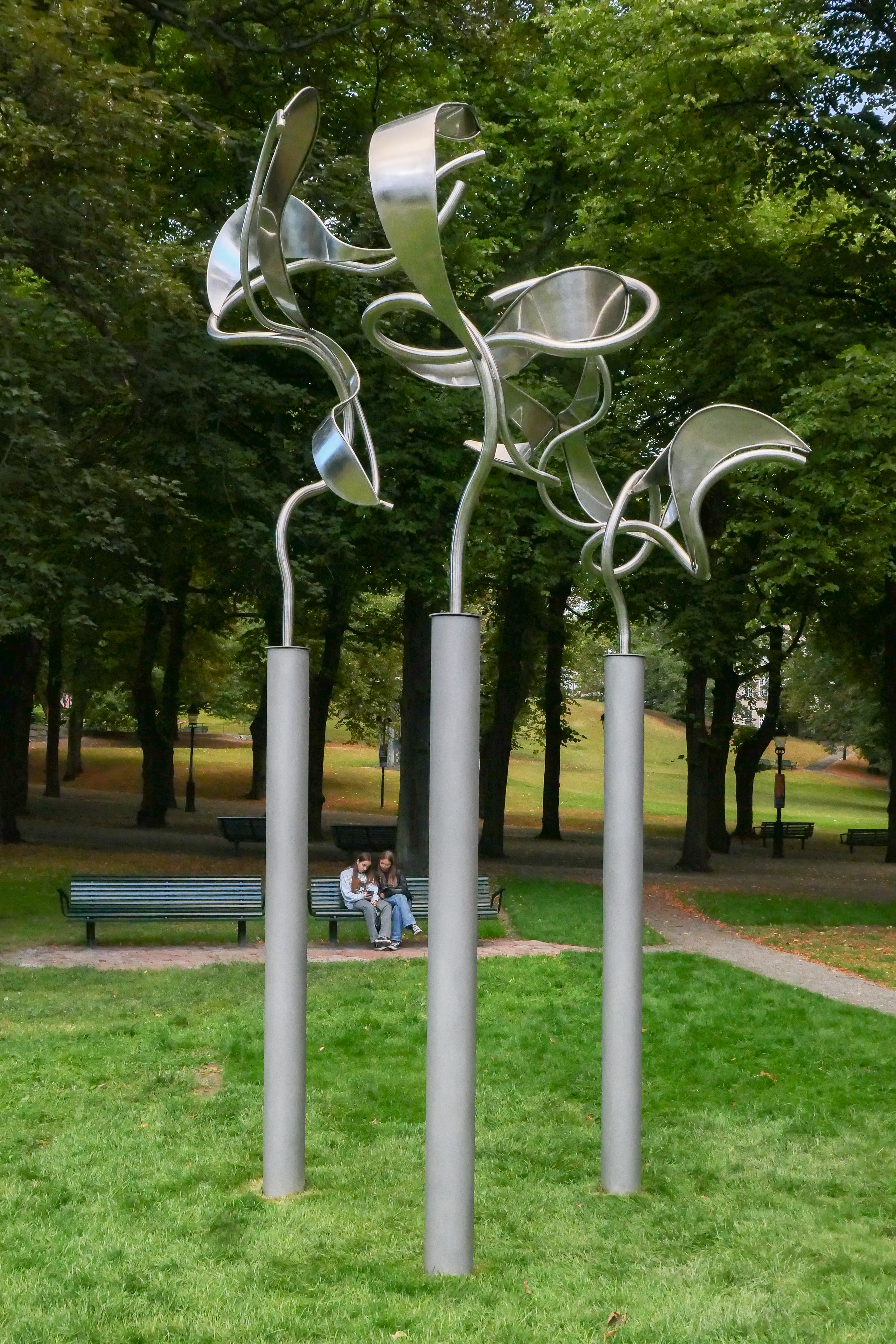
Standing Waves vid minnesplatsen för Avicii, skapat av Liva Isakson Lundin och Adéle Essle Zeiss.

Liva Isakson Lundin, född 1990, är en svensk konstnär, utbildad vid Gerlesborgsskolan och Kungliga Konsthögskolan i Stockholm.
År 2018 mottog hon Maria Bonnier Dahlins stipendium och ställde i samband med det ut på Bonniers konsthall. Isakson Lundin arbetar med storskaliga installationer av industriella material. Hon är representerad i Moderna Museets samling.
Liva Isakson Lundin är representerad vid Wetterling Gallery.
På uppdrag av Stockholms Stad, skapade hon och konstnären Adéle Essle Zeiss 2022 en konstnärlig gestaltning till minne av den svenske musikern Avicii. Standing Waves består av tre skulpturala former på varsitt högsmalt podium i Humlegården.